# Гжегорчик, Роберт
Ро́берт Гжего́рчик (пол. Robert Grzegorczyk; род. 19 февраля 1973 года) — польский фигурист, выступавший в одиночном катании, восьмикратный чемпион Польши.

## Биография
Гжегорчик родился в Гданьске и занялся фигурным катанием в 7 лет. В 14 он перебрался в Лодзь, где начал тренировки под руководством Влодзимежа и Мирославы Брайчевских. Он отличался красивым и элегантным катанием, но испытывал трудности с исполнением сложных элементов, поэтому на международных соревнованиях занимал невысокие 20-е места. Тем не менее, единственный из польских фигуристов, исполнял сальто назад. На чемпионате Европы 1999 года стал 11-м, в 2001 году закончил любительскую карьеру на домашней зимней Универсиаде. В настоящее время работает преподавателем в Академии физического воспитания Юзефа Пилсудского в Варшаве.